# Конституция Казахской ССР (1937)
Конституция Казахской ССР, принятая на Х Всеказахском съезде Советов 26 марта 1937 года, состояла из 11 глав и 125 статей. В ней было прописано: «Вне пределов ст. 14 Конституции СССР Казахская ССР осуществляет государственную власть самостоятельно, сохраняя полностью свои суверенные права». В Конституции 1937 года были закреплены также добровольное объединение с другими равноправными республиками в целях осуществления взаимопомощи по линии экономической, политической обороны (ст. 13), неизменяемость территории без согласия КазССР (ст. 16), вопросы ведения республики, согласно которым были сформированы высшие республиканские и местные органы государственной власти, контроля за исполнением законодательства, охраны государственного и общественного порядка и прав граждан, взимания налогов и т. д. (ст. 19).
Также была установлена система органов суда и прокуратуры. Народные суды избирались гражданами районов на основе всеобщего, прямого и равного избирательного права при тайном голосовании, судопроизводство должно было вестись на казахском языке, а в районных с большинством других национальностей — на их языке (статьи 83-90).
В Конституции 1937 года были определены основные права и обязанности граждан: право на труд (статья 96), на отдых (статья 97), материальное обеспечение в старости, в случае болезни и потери трудоспособности (ст. 98), охрану здоровья, гарантии свободы слова, печати, собраний, митингов, уличных шествий и демонстраций, неприкосновенности личности, жилища, переписки граждан, право убежища иностранным гражданам, иммигрировавшим на территорию РК.